# 南美匙甲鯰
南美匙甲鯰為輻鰭魚綱鯰形目甲鯰科的其中一種，為熱帶淡水魚，分布於南美洲馬拉開波湖流域，體長可達33.8公分，棲息在底層水域，生活習性不明。

## 扩展阅读
維基物種上的相關：南美匙甲鯰